# Енрике Пења Нијето
Енрике Пења Нијето (шп. Enrique Peña Nieto; Атлакомулко де Фабела, 20. јун 1966) мексички је политичар и 57. председник Мексика.

## Биографија
Рођен је у 1966. године у Атлакомулку. Завршио је средњу школу у САД и притом научио енглески језик. Године 1984. је постао члан Институционалне револуционарне партије (ПРИ) и убрзо после тога дипломирао право на Панамеричком универзитету. Започео је каријеру као функционер у савезној држави Мексико и од 16. септембра 2005. до 16. септембра 2011. године био гувернер државе.
Нијето је 21. новембра 2011. године био изабран за председничког кандидата ПРИ за предстојеће председничке изборе 2012. године. На изборима се залагао за промену политике према мексичким наркокартелима, сматрајући да је оштар курс тадашњег председника Фелипеа Калдерона заслужан за ескалацију насиља. На председничким изборима, одржанима 1. јула 2012, Нијето је освојио 38,21% гласова, Лопез Обрадор 31,59%, Јозефина Васкез Мота 25,41% и Габријел Кадри 2,29%.
Председнички мандат започео му је 1. децембра 2012. године, чиме се традиционално владајућа странка ПРИ вратила на чело Мексика.
Ожењен је Анхеликом Ривером, с којом има двоје деце. Прва супруга му је умрла од напада епилепсије 2007. године. Из првог брака има троје деце.